# Bchira Ben Mrad
Bchira Ben Mrad (1913 – 4 maggio 1993) è stata un'attivista tunisina nell'ambito del femminismo. Fu la fondatrice dell'Unione musulmana femminile tunisina (Union musulmane des femmes de Tunisie) e ne ricoprì il ruolo di presidente dal 1936 al 1956.

## Biografia

### Primi anni di vita e istruzione
Nacque in una vecchia famiglia tunisina di studiosi religiosi (ulama), originariamente ottomana, risalente a Khodja Ali Al Hanafi (imam ottomano dell'esercito che andò a Tunisi per la battaglia condotta nel 1574 a La Goulette contro l'esercito di Carlo V d'Asburgo).
Bchira Ben Mrad era la figlia del teologo (Sheikh ul-Islam) Mohamed Salah Ben Mrad. 
Suo padre diede a lei e alle sue sorelle un'educazione tradizionalista con un tutore privato fornito da un amico di famiglia (lo sceicco Manachou).

### Attivismo
Dopo aver ascoltato una discussione tra i leader nazionalisti sulla terribile situazione del paese ebbe l'idea di creare un'movimento nazionale per le donne .
Nel 1936 lei e altri attivisti organizzarono, senza successo, una raccolta fondi per gli studenti nordafricani stanziati in Francia. Ben Mrad decise quindi di creare un movimento più solido e radicato nel paese. Dopo aver ottenuto un accordo con i leader nazionalisti Belhouane e Mongi Slim, inizialmente scettici, creò un primo comitato che includeva: Naima Ben Salah, Tewhida Ben Sheikh (la prima donna medico in Tunisia), le ragazze Hajjaji (il cui padre era un ministro), Hassiba Ghileb (nipote di Cheikh El Medina Sadok Ghileb) e Nabiha Ben Miled (l'allora moglie di Ahmed Ben Miled). Loro riuscirono a riunire 9000 persone a Dar El Fourati arrivarono a raccogliere una quantità significativa di denaro in donazioni. Una settimana dopo, nel maggio 1936, lei fondò l'UMFT (creando la prima organizzazione femminile tunisina). Con il sostegno di suo padre e delle sorelle pubblicò numerosi articoli sul giornale del padre, Shams al-Islam (letteralmente il sole dell'Islam).
L'associazione, che non ottenne l'ufficializzazione da parte dello stato fino al 1951, aveva lo scopo di costruire una coscienza comune tra le donne per indirizzarle verso l'educazione nei limiti della moralità e della religione e di promuovere l'istruzione per giovani e bambini. I membri permanenti del consilio furono Hamida Zahar (segretario generale e sorella di Bchira), Tewhida Ben Sheikh, Nebiha Ben Miled, Essia Ben Miled (sorella di Bchira), Hassiba Ghileb, Souad Ben Mahmoud, Naima Ben Salah, Jalila Mzali e Mongiya Ben Ezzeddine.
Ben Mrad rimase presidente dell'UMFT fino al suo scioglimento, avvenuto nel 1956.

### Vita privata
Nel corso della sua vita sposò Ahmed Zahar.

## Riconoscimenti
Diverse strade sono state intitolate in sua memoria. La celebrazione del centenario della sua nascita si è svolto il 1º dicembre 2013 presso il Teatro Municipale di Tunisi in cui fu distribuito un libro dedicato a lei.